# Dr. ir. F.Q. den Hollander (schip, 1966)
De Dr. ir. F.Q. den Hollander was een veerboot die de passagiersdienst tussen Enkhuizen en Stavoren heeft onderhouden. Het schip was vernoemd naar dr. ir. F.Q. den Hollander, deze was van 1947 tot en met eind 1958 president-directeur van de Nederlandse Spoorwegen. Sinds 2011 vaart het schip onder de naam Tivano op de Seine.
Het voormalige zusterschip de Bep Glasius onderhoudt anno 2022 nog steeds de veerdienst tussen Enkhuizen en Stavoren.

## Geschiedenis
- 1964 - Kiellegging bij Peters Scheepswerf te Dedemsvaart
- 1965 - Te water gelaten
- 1972 - In dienst voor de Spoor- wegveerdienst Enkhuizen-Stavoren
- 1980 - Gecharterd door Entius Boat Party Service te Amsterdam
- (jaar onbekend) - Verkocht aan J.Verkerk te Rotterdam; herdoopt in Amulet
- 2004 - Vaart nog onder naam Amulet
- 2011 - Amulet is in januari 2011 verkocht naar Frankrijk. Vaart sindsdien onder de naam Tivano op de Seine. Eigenaar is SARL Mistral en Seine te Conflans-Sainte-Honorine.
- 2024 - Het schip voer op 26 juli mee in de varende optocht van de openingsceremonie van de Olympische Zomerspelen 2024 op de Seine in Parijs.